# Hideaki Anno
 (juin 2020).
Si vous disposez d'ouvrages ou d'articles de référence ou si vous connaissez des sites web de qualité traitant du thème abordé ici, merci de compléter l'article en donnant les références utiles à sa vérifiabilité et en les liant à la section « Notes et références ».
Hideaki Anno (庵野 秀明, Anno Hideaki) est un réalisateur, scénariste, animateur et producteur japonais né le 22 mai 1960 à Ube, dans la préfecture de Yamaguchi. Il est le créateur de la série animée Neon Genesis Evangelion. Il a commencé sa carrière en étant un animateur clé dans le film de Hayao Miyazaki, Nausicaä de la Vallée du Vent.
Il est marié à Moyoko Anno.

## Biographie
À la fin des années 1970, encore étudiant, Anno réalise son premier film intitulé Nakamu-Rider à l'aide de sa caméra 8 mm qu'il possède depuis l'âge de 17 ans.
À 20 ans, il entre au département de cinéma de l'Université des arts d'Osaka et rencontre Yamaga Hiroyuki (en) avec lequel il créera plus tard le Studio Gainax.
L'hiver de cette même année, Anno profite d'un projet scolaire pour réaliser une parodie, Ultraman, avec un budget dérisoire de 8000 yens (environ 85€ de 2020). Quand le héros, joué par Yamaga, se transforme en Ultraman, c'est Anno qui joue le rôle, sans masque.
L'année suivante, il produit Ultraman Deluxe, un film de 3 minutes en 8 mm, et obtient la 5e place du concours de son école.
Au début des années 1980, il travaille sur l'animation et conçoit le design d'un film réalisé par Yamaga faisant l'ouverture du Daicon 3 (ja) - la 20e convention annuelle japonaise de science-fiction.
En 1984, Anno travaille sur l'animation de deux films d'animation majeurs : Nausicaä de la Vallée du Vent d'Hayao Miyazaki et Super Dimension Fortress Macross: Do You Remember Love?. C'est Hideaki Anno qui a animé la scène du soldat géant qui revit dans Nausicaä de la Vallée du Vent : une des scènes principales du film d'après Hayao Miyazaki[réf. nécessaire]. Le réalisateur manquait de personnel pour réaliser le film. Il a donc lancé un appel au secours dans le magazine Animage — dont le rédacteur en chef est Toshio Suzuki, grand collaborateur de Miyazaki. Dès que Hideaki Anno a vu l'annonce, il s'est rendu à Tokyo, a présenté des dessins à Miyazaki, et s'est vu confier la scène[réf. nécessaire].

### Le Studio Gainax
Anno et Yamaga fondent le Studio Gainax en décembre 1984 pour produire le film Royal Space Force: The Wings of Honneamise. Hideaki Anno est impliqué aussi bien dans la réalisation du court-métrage promotionnel destiné à récolter des fonds que dans le film lui-même : il en est l'un des chef-animateurs.
En 1988, Anno fait ses débuts en tant que réalisateur avec Top o Nerae! Gunbuster. C'est un succès et les volumes 2 et 3 suivent en 1989 et 1990.
Parallèlement à Gunbuster, Hideaki Anno commence son deuxième projet de réalisation : la série animée Nadia, le secret de l'eau bleue. La série, diffusée de 1990 à 1991, est une réussite ; bien qu'un film sorte en 1991, Anno ne participe pas à sa réalisation.
En 1991, à la fin de la série Nadia, le secret de l'eau bleu, Hideaki Anno sombre dans une dépression et fait plusieurs tentatives de suicide.
Deux ans plus tard, après s'être rétabli, il commence à travailler sur Neon Genesis Evangelion. Après deux années de réalisation, le premier épisode est enfin diffusé, en octobre 1995. La série est un succès sans précédent et le Studio Gainax s'impose comme un acteur majeur dans le domaine des séries animées au Japon. Les derniers épisodes, diffusés en mars 1996, sont cependant très controversés, car complètement inattendus. Anno y explique de manière imagée et philosophique comment il a guéri de son trouble borderline. Un an plus tard, sous la pression des fans, les films Death & Rebirth et The End of Evangelion permettent à Hideaki Anno de revenir sur la série dont il réalise la conclusion qu'il avait prévue initialement, recollant avec les thèmes et l'univers de l'anime.

### L'aprèsEvangelion
Après le succès d'Evangelion, le Studio Gainax le rappelle pour réaliser l'adaptation du manga Kareshi kanojo no jijō de Masami Tsuda . Après 13 épisodes et un différend artistique avec l'auteur du manga, il laisse tomber la série et le Studio Gainax.
Anno revient à sa première passion : le cinéma-réalité (live-action ou film live).
En 1998, il réalise Love and Pop, entièrement tourné au caméscope numérique (DV), un film sur la prostitution des adolescentes (Enjo kōsai ou compensated dating) au Japon.
Puis en 2000, Shiki-jitsu, beaucoup plus abouti esthétiquement, étudie la rencontre d'un réalisateur et d'une jeune femme perturbée qui se livre à d'étranges cérémonies quotidiennes.
Ces deux films expérimentaux sont produits par le Studio Ghibli, pour lequel il avait déjà travaillé (Nausicaä, Château dans le Ciel).

### Retour au monde de l'animation et du manga
2004 est l'année du retour d'Anno au Studio Gainax, il réalise Cutie Honey, adaptation cinématographique de l'anime Cutey Honey, un Tokusatsu brut de forme, transposition au pied de la lettre de l'animé.
2007 est un retour aux sources, à l'œuvre qui l'a rendu célèbre : sa série télévisée culte Neon Genesis Evangelion. Anno désire faire renaître sa série avec l'avènement des nouvelles technologies.
Son projet se nomme Rebuild of Evangelion, prenant la forme de 4 films dont il est le scénariste et le superviseur.

## Filmographie

### Réalisation

#### Séries animées
- 1988-1989 : Gunbuster (トップをねらえ!, Top wo nerae !?) (6 épisodes)
- 1990-1991 : Nadia, le secret de l'eau bleue (ふしぎの海のナディア, Fushigi no umi no Nadia?) (39 épisodes)
- 1995-1996 : Neon Genesis Evangelion (新世紀エヴァンゲリオン, Shin Seiki Evangelion?) (26 épisodes)
- 1998-1999 : Elle et lui (彼氏彼女の事情, Kareshi kanojo no jijō?) (26 épisodes)
- 2004 : Re: Cutie Honey (Re:キューティーハニー, Ri Kyūtī Hanī?) (3 épisodes)

#### Films d'animation
- 1997 : Neon Genesis Evangelion: Death and Rebirth (新世紀エヴァンゲリオン 劇場版 - DEATH & REBIRTH シト新生, Shin Seiki Evangelion gekijōban - Death & Rebirth/Shito Shinsei?) (remontage de Neon Genesis Evangelion)
- 1997 : The End of Evangelion (新世紀エヴァンゲリオン劇場版 Air/まごころを、君に, Shin Seiki Evangelion gekijōban: Ea/Magokoro o, kimi ni?)
- 2006 : Gunbuster vs. Diebuster, coréalisé avec Kazuya Tsurumaki (en)
- 2007 : Evangelion: 1.0 You Are (Not) Alone (ヱヴァンゲリヲン新劇場版: 序, Evangelion Shin gekijōban: Jo?)
- 2009 : Evangelion: 2.0 You Can (Not) Advance (ヱヴァンゲリヲン新劇場版:破, Evangelion Shin gekijōban: Ha?)
- 2012 : Evangelion: 3.0 You Can (Not) Redo (ヱヴァンゲリヲン新劇場版:Q, Evangelion Shin gekijōban: Q?)
- 2021 : Evangelion: 3.0+1.0 Thrice Upon a Time (シン・エヴァンゲリオン劇場版𝄇, Shin Evangelion gekijōban?)

#### Films live
- 1998 : Love and Pop (ラブ&ポップ?)
- 1999 : Gamera 1999 (making of du film Gamera 3: The Revenge of Iris)
- 2000 : Shiki-jitsu (式日?)
- 2004 : Cutie Honey (キューティーハニー, Kyūtī Hanī?)
- 2016 : Godzilla Resurgence (シン・ゴジラ, Shin Gōjira?), coréalisé avec Shinji Higuchi
- 2023 : Shin Kamen Rider (en) (シン・仮面ライダー, Shin Kamen Raidā?)

### Autres
- 1981-1983 : Daicon III&IV (CM) - Animation
- 1982-1983 : The Super Dimension Fortress Macross (série télévisée) - Animation clé
- 1983-1984 : Urusei Yatsura (série télévisée) - Animation clé
- 1984 : Birth (OAV) - Animation clé
- 1984 : Nausicaä de la Vallée du Vent (film) - Animateur clé
- 1984 : Macross, le film (film) - Animation clé
- 1984-1985 : Cream Lemon (OAV) - Animation clé
- 1985 : Urusei Yatsura - Remember my Love (film) - Animateur clé
- 1985 : Megazone 23 (OAV) - Animateur clé (part 1)
- 1985 : Emi magique (série télévisée) - Animateur clé
- 1987 : Les Ailes d'Honnéamise (film) - Coresponsable de l'animation
- 1988 : Le Tombeau des lucioles (film) - Animation clé
- 1988 : Mobile Suit Gundam : Char contre-attaque (film) - Animation clé
- 1988 : Appleseed (OAV) - Mecanics superviseur
- 1993 : Sailor Moon : Les Fleurs maléfiques (film) - Animation clé
- 1994 : Mobile Fighter G Gundam (série télévisée) - Storyboard (op)
- 1999 : Ebichu (série télévisée) - Planning
- 2001 : Mahoromatic (série télévisée) - Storyboard (op)
- 2002 : Abenobashi mahou☆shotengai (série télévisée) - Storyboard (épisode 13)
- 2002 : FLCL (OAV) - Superviseur
- 2004-2006 : Diebuster S2 (OAV) - Superviseur, storyboard (épisodes 4,6)
- 2007 : Evangelion: 1.0 You Are (Not) Alone (film) - Superviseur, scénario
- 2009 : Evangelion: 2.0 You Can (Not) Advance (film) - Superviseur, scénario
- 2011 : Kantoku shikkaku (film documentaire) - Producteur
- 2012 : Giant God Warrior Appears in Tokyo (巨神兵東京に現わる, Kyoshinhei Tōkyō ni arawaru?) de Shinji Higuchi - Superviseur, scénario
- 2012 : Evangelion: 3.0 You Can (Not) Redo (film) - Superviseur, scénario
- 2021 : Evangelion: 3.0+1.0 Thrice Upon A Time (film) - Superviseur, scénario
- 2022 : Shin Ultraman de Shinji Higuchi (film) - Scénario, producteur
- 2023 : Shin Kamen Rider (film) - Scénario

### Acteur
- 2002 : Otakus in Love (Koi no Mon)
- 2003 : The Taste of Tea (Cha no Aji)
- 2005 : Funky Forest: The First Contact
- 2007 : Welcome to the Quiet Room (Quiet room ni yōkoso)
- 2010 : Death kappa
- 2013 : Le vent se lève de Hayao Miyazaki - voix de Jiro Horikoshi
- 2020 : Last Letter de Shunji Iwai